# Akwasi (artiest)
Akwasi Owusu Ansah (Amsterdam, 6 maart 1988) is een Nederlandse rapper, acteur, dichter en omroepdirecteur van Ghanese Ashanti-afkomst. Hij is voornamelijk bekend onder zijn voornaam Akwasi, die verwijst naar de zondag, de dag waarop hij werd geboren als zondagskind. Hij noemt zich ook wel Anton Karel Willem Anton Simon Isaac, de spelling van zijn voornaam volgens het Nederlands telefoonalfabet. Hij werd bekend als lid van de hiphopformatie Zwart Licht en groeide later uit tot een invloedrijke soloartiest. Naast zijn muziekcarrière is Akwasi actief in het theater, als schrijver en als maatschappelijk activist. In 2020 richtte hij Omroep ZWART op, een landelijke publieke omroep die streeft naar meer representatie, diversiteit en inclusiviteit in de Nederlandse media. Hij staat bekend om zijn uitgesproken standpunten over racisme en sociale rechtvaardigheid en is een belangrijke stem binnen het publieke debat.

## Vroege leven en loopbaan

### Jeugd
Akwasi werd als derde van vijf kinderen van zijn Ghanese ouders geboren op 6 maart 1988 in Amsterdam en bracht zijn jeugd daar door. Hij is geboren op de nationale onafhankelijkheidsdag van Ghana; het land werd op 6 maart 1957 onafhankelijk verklaard van de koloniale overheersing van het Verenigd Koninkrijk. Zijn ouders vestigden zich in de jaren 80 in Amsterdam Bijlmer nadat ze via Londen naar Nederland waren gekomen. Na de Bijlmerramp in 1992 verhuisde het gezin naar stadsdeel Osdorp. Na zijn middelbare school werd hij toegelaten tot de Toneelacademie Maastricht, waar hij in 2012 zijn theateropleiding afrondde.

### Muziek
In 2007 richtte Akwasi het rapduo Zwart Licht op met Hayzee, die hij vijf jaar eerder op de middelbare school had leren kennen. Rapper Leeroy Molly sloot zich aan voor de live optredens van de groep. Zwart licht bracht meerdere albums uit via het label Top Notch: Bliksemschicht (2009), No Juju (2010) en Leeroy Draait Door (2012). De groep combineerde rauwe teksten met vernieuwende beats en kreeg veel lof in de Nederlandse hiphopscene en werd onderscheiden met meerdere State Awards voor Beste groep en Beste Live-act.
In 2013 startte Akwasi zijn solocarrière met het theaterprogramma Daar ergens op Oerol. Met de voorstelling bracht hij een ode aan het oeuvre van zanger/theatermaker Bram Vermeulen (1946-2004), die onder andere prominent lid was van de cabaretgroep Neerlands Hoop in Bange Dagen. Akwasi richtte in 2014 een eigen platenlabel op, Neerlands Dope, genoemd naar die cabaretgroep. Op het label bracht hij dat jaar de nummers van het theaterprogramma uit als gelijknamig album Daar ergens. Met dit Nederlandstalige label bood hij jong muzikaal talent de kans om door te groeien van regionaal niveau naar landelijk niveau. In 2016 ontving hij een gouden single voor het nummer Dorst dat hij in samenwerking met Rob Dekay en Gerson Main uitbracht. Neerlands Dope werd later Need Recordings, naar analogie van Need Vision; het productiebedrijf dat Akwasi oprichtte voor zijn werk als programmamaker. Het leverde onder meer ReChill op, een meditatieprogramma voor kinderen tussen negen en twaalf jaar.
In 2024 kwam Zwart Licht opnieuw samen ter ere van het 15-jarig jubileum van hun album Bliksemschicht. Het album kreeg een speciale heropleving met een reeks jubileumoptredens. Het hoogtepunt van de hereniging was een groots optreden in de Paradiso in Amsterdam, waar de groep het album integraal uitvoerde voor een uitverkochte zaal. Tijdens dit speciale concert werden ze vergezeld door enkele iconische gastartiesten uit de Nederlandse hiphopscene, waaronder Jiggy Djé, Hef, Sticks en Glen Faria. Naast het optreden in Paradiso trad Zwart Licht ook op tijdens Lowlands 2024, waar ze met veel energie hun klassiekers opnieuw tot leven brachten. Deze reünieconcerten krijgen een vervolg in mei 2025 met optredens in verschillende zalen door het hele land, waarmee Zwart Licht hun blijvende impact op de Nederlandse muziek viert.
In de aanloop naar het Europees Kampioenschap 2024 in Duitsland bracht Akwasi in samenwerking met voetballer Memphis Depay de single "Bedankt voor je mening" uit. Het nummer is een krachtige reactie op de kritiek en het commentaar waar beiden regelmatig mee te maken krijgen, zowel in de sport- als de muziekwereld. De single gaat over het behouden van zelfvertrouwen en veerkracht ondanks negatieve meningen en het continu streven naar persoonlijke groei en succes.

### Theater, televisie en film
Naast zijn muzikale carrière was Akwasi te zien in diverse theaterproducties en televisieseries. Als 18-jarige nam hij deel aan de allereerste afleveringen van het televisieprogramma Puberruil. Nadat hij in 2012 zijn theateropleiding in Maastricht afrondde sloot hij zich aan bij theatergroep Likeminds. Hij was onder andere te zien in Hate, de theaterbewerking van de Franse film La Haine door Teunkie van der Sluijs. Verder had hij bijrollen in de televisieseries Feuten, Toren C en Duivelse Dilemma's. Ook was hij co-presentator van het programma De slavernij voorbij? van de NTR.
Vanaf 2015 was Akwasi geregeld te zien bij De Wereld Draait Door. Hij was een van de presentatoren van het voormalige SoundCloud-radioprogramma Grimeyard. In 2019 nam hij deel aan het twintigste seizoen van het RTL 4-programma Expeditie Robinson, waar hij op de zesde plaats eindigde. In datzelfde jaar deed hij samen met Tygo Gernandt mee aan het televisieprogramma De gevaarlijkste wegen van de wereld. In 2022 vertolkte hij de rol van Mido in de bioscoopfilm Met mes.
In 2024 was Akwasi tot en met de vierde aflevering een van de deelnemers aan het 23e seizoen van De Slimste Mens. Zijn deelname aan de spelshow zorgde voor uiteenlopende reacties.

### Dichter en auteur
In 2018 werd door Ambo/Anthos uitgevers zijn poëziebundel Laten we het er maar niet over hebben gepubliceerd, waarin hij zijn gedachten over identiteit en maatschappelijke kwesties verkende. Ambo/Anthos uitgevers verwacht ook zijn volgende dichtbundel te publiceren, met de werktitel Grote gedachten in een klein boekje, een optimistisch "een emancipatoir pleidooi voor ideologisch groot uitgedachte kleine stapjes".

#### Anton de Kom-lezing
In juni 2023 gaf Akwasi de jaarlijkse Anton de Kom-lezing op uitnodiging van het Verzetsmuseum in Amsterdam. Deze lezing wordt georganiseerd ter ere van de Surinaamse schrijver en verzetsheld Anton de Kom, die met zijn boek Wij slaven van Suriname een belangrijke rol speelde in de strijd tegen kolonialisme en onderdrukking. De lezing bestond uit een serie van drie brieven gericht aan De Kom. In de lezing reflecteerde Akwasi op thema's als verzet, moed en radicale verandering en verbond hij De Koms nalatenschap met de hedendaagse maatschappij en de strijd voor gelijkheid en vrijheid. Hij sprak openhartig over zijn eigen ervaringen in het zwartepietendebat en met de oprichting van Omroep ZWART. Daarnaast stelde hij vragen over de huidige staat van Nederland en de noodzaak van sociale rechtvaardigheid in de strijd tegen ongelijkheid. Zijn toespraak zal naar verwachting in 2025 door Ambo/Anthos uitgevers gepubliceerd worden onder de titel Brieven aan Anton de Kom, aangevuld met extra brieven die verder ingaan op de thema's vrijheid en verandering.

### Toespraak op de Dam
Op 1 juni 2020 gaf Akwasi een toespraak tijdens een Black Lives Matter-protest op de Dam in Amsterdam, waar ongeveer vijfduizend mensen aanwezig waren. Hij sprak zich onder andere uit tegen zwarte Piet, een figuur uit de Nederlandse Sinterklaastraditie, die door velen als racistisch wordt beschouwd. Zijn uitspraak: "Op het moment dat ik in november een zwarte Piet zie, trap ik hem hoogstpersoonlijk op zijn gezicht," leidde tot veel publieke discussie en er werd aangifte van bedreiging en aanzetten tot geweld tegen hem gedaan. De kwestie kreeg veel aandacht en domineerde het nationale debat over racisme en vrijheid van meningsuiting. In verschillende televisieprogramma's had Akwasi de gelegenheid om zijn uitspraken nader toe te lichten. Begin september 2020 werd een serie Twitterberichten uit de periode 2009 tot 2012 openbaar, waarin hij zich ook in felle bewoordingen uitsprak tegen zwarte Piet. Hij nam vervolgens afstand van zijn eerdere berichten en verwijderde zijn account. Op 11 september 2020 maakte het Openbaar Ministerie bekend dat de zaak tegen Akwasi inzake zijn uitspraak tijdens de Black Lives Matter-demonstratie op 1 juni op de Dam in Amsterdam voorwaardelijk geseponeerd werd. Mocht hij binnen één jaar alsnog een strafbaar feit begaan, dan kon hij hiervoor alsnog vervolgd worden.
In 2021 werd op Videoland een documentaire over Akwasi uitgebracht naar aanleiding van zijn toespraak op de Dam. De documentaire biedt een intieme blik op Akwasi's leven en de gevolgen van zijn krachtige uitspraken over racisme en Zwarte Piet. Het volgt zijn persoonlijke en professionele ontwikkeling gedurende een turbulente periode, waarin hij enerzijds lof oogstte voor zijn maatschappelijke betrokkenheid en anderzijds te maken kreeg met hevige kritiek en bedreigingen. De film toont de impact van zijn toespraak op zijn carrière, zijn activisme en zijn privéleven, en geeft inzicht in hoe Akwasi omgaat met de verantwoordelijkheid van zijn positie als publieke figuur en voorvechter van sociale verandering.

#### Geschil met de EO
Op 28 december 2020 werd Akwasi in de kelder van het Volkshotel in Amsterdam door door Hans van der Steeg geïnterviewd voor het EO-radioprogramma Dit is de Dag. Na enkele vragen over zijn toespraak op de Dam brak hij het interview af en vertrok, waarbij hij twee laptops van de omroep meenam. Volgens Van der Steeg eiste Akwasi kort daarop dat het interview gewist zou worden, onder dreiging met het wissen van alles op beide laptops. De EO besloot de aflevering toch uit te zenden. Later heeft Akwasi zijn excuses aangeboden en de laptops teruggebracht.

### Omroep ZWART
In september 2020 richtte Akwasi samen met Gianni Lieuw-A-Soe Omroep ZWART op, een Nederlandse publieke omroep die streeft naar meer diversiteit, inclusiviteit en gelijkwaardigheid in de media. De omroep startte met ledenwerving op 22 september 2020 en behaalde binnen twee maanden het benodigde aantal leden om per 1 januari 2022 toe te kunnen treden tot het Nederlands publiek omroepbestel. De omroep wil verhalen vertellen die normaal gesproken onderbelicht blijven, met een focus op verschillende perspectieven vanuit diverse gemeenschappen in Nederland en daarmee bijdragen aan een meer representatieve afspiegeling van de samenleving in de media. De omroep zendt programma's uit waarin onderwerpen als sociale ongelijkheid, identiteit en cultuur worden onderzocht vanuit een inclusieve en vernieuwende invalshoek.
Een van de eerste producties van Omroep ZWART is de documentaire Gat in mijn hart (2022) die werd uitgebracht ter ere van de 30-jarige herdenking van de Bijlmervliegramp op 4 oktober 1992. Akwasi, die op vierjarige leeftijd de ramp van dichtbij meemaakte, onderzoekt de impact die de ramp op zijn leven heeft gehad en op andere bewoners van de Bijlmer. Hun persoonlijke verhalen en ervaringen bieden een emotioneel inzicht in hoe de ramp hun leven blijvend heeft beïnvloed.  
Ook gingen Akwasi en Gianni Lieuw-A-Soe naar Zuid-Afrika voor de documentaire Nelson Mandela: hoop of hype, waarin ze de erfenis van Nelson Mandela vanuit een kritisch perspectief benaderden. Door interviews te houden met de lokale bevolking onderzoeken ze hoe Mandela's nalatenschap vandaag de dag nog steeds relevant is in de strijd voor gelijkheid en rechtvaardigheid, maar ook welke kritische kanttekeningen er zijn. Beide producties weerspiegelen de missie van Omroep ZWART om onderbelichte verhalen te vertellen en diverse perspectieven een stem te geven.

##### Rol binnen de European Broadcasting Union
Sinds 2023 vertegenwoordigt Akwasi namens Omroep ZWART de gehele NPO binnen het TV Committee van de European Broadcasting Union (EBU). In 2025 werd hij aangewezen als vice-voorzitter van dit comité.
De European Broadcasting Union (EBU) is 's werelds grootste alliantie van publieke mediabedrijven en bevordert samenwerking en kennisdeling tussen publieke omroepen in Europa en daarbuiten. Nederland is via de NPO lid van de EBU. Binnen de EBU richt het TV Committee zich op het televisie-aanbod en -beleid. Het comité, met vertegenwoordigers uit alle aangesloten landen, adviseert over gezamenlijke strategieën, coproducties en innovatieve formats, en stimuleert samenwerking om de publieke taak van omroepen te versterken in een veranderend medialandschap.
Als lid en vice-voorzitter van het TV Committee draagt Akwasi bij aan de koers en besluitvorming op dit vlak. Hij zet zich in om, vanuit het perspectief van diversiteit en inclusie, de verhalen van verschillende groepen en nieuwe perspectieven op identiteit en samenleving nadrukkelijk op de Europese agenda te zetten. Zo vertegenwoordigt hij niet alleen de NPO, maar ook de waarden en ambities van Omroep ZWART op het hoogste Europese podium voor publieke televisie.

## Prijzen
- 2008 - State Award 'Juize.FM Drop Your Demo'[43] met Zwart Licht voor 'Fair Play'[44]
- 2009 - State Award voor Beste groep met Zwart Licht[45]
- 2009 - State Award voor Beste Live-act met Zwart Licht[46]
- 2009 - State Award voor Beste clip met Zwart Licht voor Back-up Staat Klaar[47]
- 2010 - State Award voor Beste Live-act met Zwart Licht
- 2011 - State Award voor Beste Live-act met Zwart Licht[48]
- 2019 - Edison voor de Beste videoclip[49] met Zwart Licht ft. Ray Fuego voor het nummer Zwarte Hollanders.
- 2020 - een speciale Power Award van FunX voor zijn inzet voor Black Lives Matter[50] Volgens de jury was hij "een held en het boegbeeld geweest in de strijd tegen ongelijkheid in Nederland". De prijs werd in dat jaar voor het eerst uitgereikt.
- 2020 - Lifetime Achievement award van de Ghanese ambassade.[51]
- 2021  - Edison voor de Beste Videoclip met zijn nummer Extase[52]

## Discografie
Akwasi bracht werk uit als soloartiest en met Zwart Licht.
| Albums met Zwart Licht | Datum van verschijnen | Label          |
| ---------------------- | --------------------- | -------------- |
| Bliksemschicht         | 2009                  |                |
| No JuJu                | 1 januari 2010        | Top Notch      |
| Leeroy Draait Door     | 1 januari 2012        | Top Notch      |
| Bliksem                | 22 februari 2018      | Neerlands Dope |

| Soloalbums en ep's | Datum van verschijnen | Label           |
| ------------------ | --------------------- | --------------- |
| Daar Ergens        | 10 oktober 2014       | NEED Recordings |
| Zoveel Dingen (EP) | 11 oktober 2019       | NEED Recordings |
| Sankofa            | 27 maart 2020         | NEED Recordings |

| Singles                                    | Datum van verschijnen | Label                            |
| ------------------------------------------ | --------------------- | -------------------------------- |
| Nova (ft. Nicole Bus)                      | 5 mei 2016            | Neerlands Dope                   |
| Alleen Maar Meer                           | 11 januari 2017       | Neerlands Dope                   |
| Extase                                     | 11 januari 2020       | Neerlands Dope / NEED Recordings |
| Wonder (ft. Frenna)                        | 22 juli 2020          | 777 Records / Top Notch          |
| Bedankt Voor Je Mening (ft. Memphis Depay) | 21 juli 2024          | NEED Recordings                  |
| Ik Zal Er Zijn (ft. Kenny B)               | 2 mei 2025            | Neerlands Dope                   |

| Album met eventuele hitnotering(en) in de Nederlandse Album Top 100 | Datum van verschijnen | Datum van binnenkomst | Hoogste positie | Aantal weken | Opmerkingen |
| ------------------------------------------------------------------- | --------------------- | --------------------- | --------------- | ------------ | ----------- |
| Daar ergens minialbum                                               | 2014                  |                       |                 |              |             |
| Daar ergens                                                         | 2014                  | 18-10-2014            | 55              | 1            |             |